# 百合山羽公
百合山 羽公（ゆりやま うこう 、1904年9月21日 - 1991年10月22日）は、俳人。本名・又三郎。静岡県浜松生。県立浜松商業学校卒業。在学中、高浜虚子に会い、その紹介で池内たけしに師事。1923年、上京し「ホトトギス」の句座に参加、同時に池内が選者を務めていた「破魔弓」（「馬酔木」の前身）に入会。1929年、24歳で「ホトトギス」巻頭。1933年、水原秋桜子の「ホトトギス」離反に従い「馬酔木」に拠り、「馬酔木」第一期同人となる。1945年、浜松の住居を戦災で失い、同県引佐郡細江町の父の生家に疎開。1946年「あやめ」創刊。1950年「あやめ」を「海坂」（うなさか）に改題、20年来の句友である相生垣瓜人と共宰する。1952年浜松に戻る。1974年、句集『寒雁』ほかで第8回蛇笏賞受賞。句集は他に『故園』『樂土』がある。1991年10月22日死去。87歳。